# Giuseppe Mesirca
Giuseppe Mesirca (Cittadella, 1910 – Galliera Veneta, 1995) è stato un saggista italiano.

## Biografia
Finalista del Premio Campiello nel 1967 con il romanzo breve Una vecchia signora, edito da Bino Rebellato, egli rappresenta uno dei personaggi di riferimento della cultura padovana del Novecento.
Laureatosi in medicina e chirurgia all'Università di Padova ha esercitato per tutta la vita la professione di medico condotto.

## Opere
- Una vecchia signora (1967, Rebellato)